# Roma (non si discute, si ama)
„Roma (non si discute, si ama)“ známý též jako „Roma Roma“ je singl italského zpěváka Antonella Vendittiho vydaný v roce 1975. Autorem skladby jsou Antonello Venditti, Franco Latini, Giampiero Scalamogna a Sergio Bardotti. Aranžérem nahrávky byl italský pianista a skladatel Toto Torquati. Singl byl nazpíván se sborem fanoušků AS Řím na stadionu Stadio Olimpico v Římě. Skladba byla vytvořena z iniciativy italského producenta Giampiera Scalamogny, známého jako Gepy & Gepy.
Nové natočená skladba byla poprvé představena veřejnosti na olympijském stadionu Stadio Olimpico 15. prosince 1974, na zápase AS Řím s trenérem Nilsem Liedholmem proti Fiorentině. Píseň se poté stala oficiální hymnou fotbalového klubu AS Řím. V žebříčku sestaveném prestižním sportovním magazínem France Football v roce 2017 byla skladba zařazena jako druhá nejlepší fotbalová hymna všech dob, hned po You'll Never Walk Alone.
Píseň vyšla také na dalších albech autora Circo Massimo (1983), Circo Massimo 2001 (2001), ve sbírce Diamanti (2006) a TuttoVenditti (2012).